# أ. جاي كروس
أ. جاي كروس (بالإنجليزية: A. J. Croce)‏ هو مغن مؤلف وملحن أمريكي، ولد في 28 سبتمبر 1971 في برين مار ‏ في الولايات المتحدة.

## وصلات خارجية
- أ. جاي كروس على موقع ميوزك برينز (الإنجليزية)
- أ. جاي كروس على موقع أول ميوزيك (الإنجليزية)
- أ. جاي كروس على موقع ديسكوغز (الإنجليزية)